# 阿波座駅
阿波座駅（あわざえき）は、大阪府大阪市西区西本町三丁目にある、大阪市高速電気軌道 (Osaka Metro) の駅。中央線と千日前線の2路線が乗り入れる。駅番号は中央線がC15、千日前線がS13。駅は中央大通と新なにわ筋の交差点に位置する。

## 歴史
- 1964年（昭和39年）10月31日：4号線（現在の中央線）の弁天町 - 本町（仮）間延伸時に開業。
- 1969年（昭和44年）4月16日：5号線（現在の千日前線）が野田阪神 - 桜川間で開業、同線への乗換駅となる。
- 2014年（平成26年）11月22日：千日前線ホームで可動式ホーム柵の使用を開始[1]。
- 2018年（平成30年）4月1日：大阪市交通局の民営化により、大阪市高速電気軌道 (Osaka Metro) の駅となる。
- 2024年（令和6年）5月11日：中央線ホームで可動式ホーム柵の使用を開始[2]。

## 駅構造
両路線とも相対式ホーム2面2線の地下駅。中央線ホームコスモスクエア寄り、千日前線ホーム南巽寄りに、両線のホームを結ぶ連絡通路が設けられている。改札口は中央線双方のホームの東西双方1か所ずつ（ホームと同一フロア）と、千日前線ホームの北寄り・中程・南寄りの上層、合計7か所である。
また、線内に本格的な車両基地を持たない千日前線の車両の森之宮検車場への入出庫のため、両線の連絡線がある。
当駅は阿波座管区駅に所属しており、同管区駅長により当駅を管轄している。

### のりば
| 番線           | 路線         | 行先                                   |
| 中央線ホーム   | 中央線ホーム | 中央線ホーム                           |
| -------------- | ------------ | -------------------------------------- |
| 1              | 中央線       | 本町・長田・生駒・学研奈良登美ヶ丘方面 |
| 2              | 中央線       | 弁天町・大阪港・夢洲方面               |
| 千日前線ホーム |              |                                        |
| 1              | 千日前線     | なんば・鶴橋・南巽方面                 |
| 2              | 千日前線     | 野田阪神方面                           |

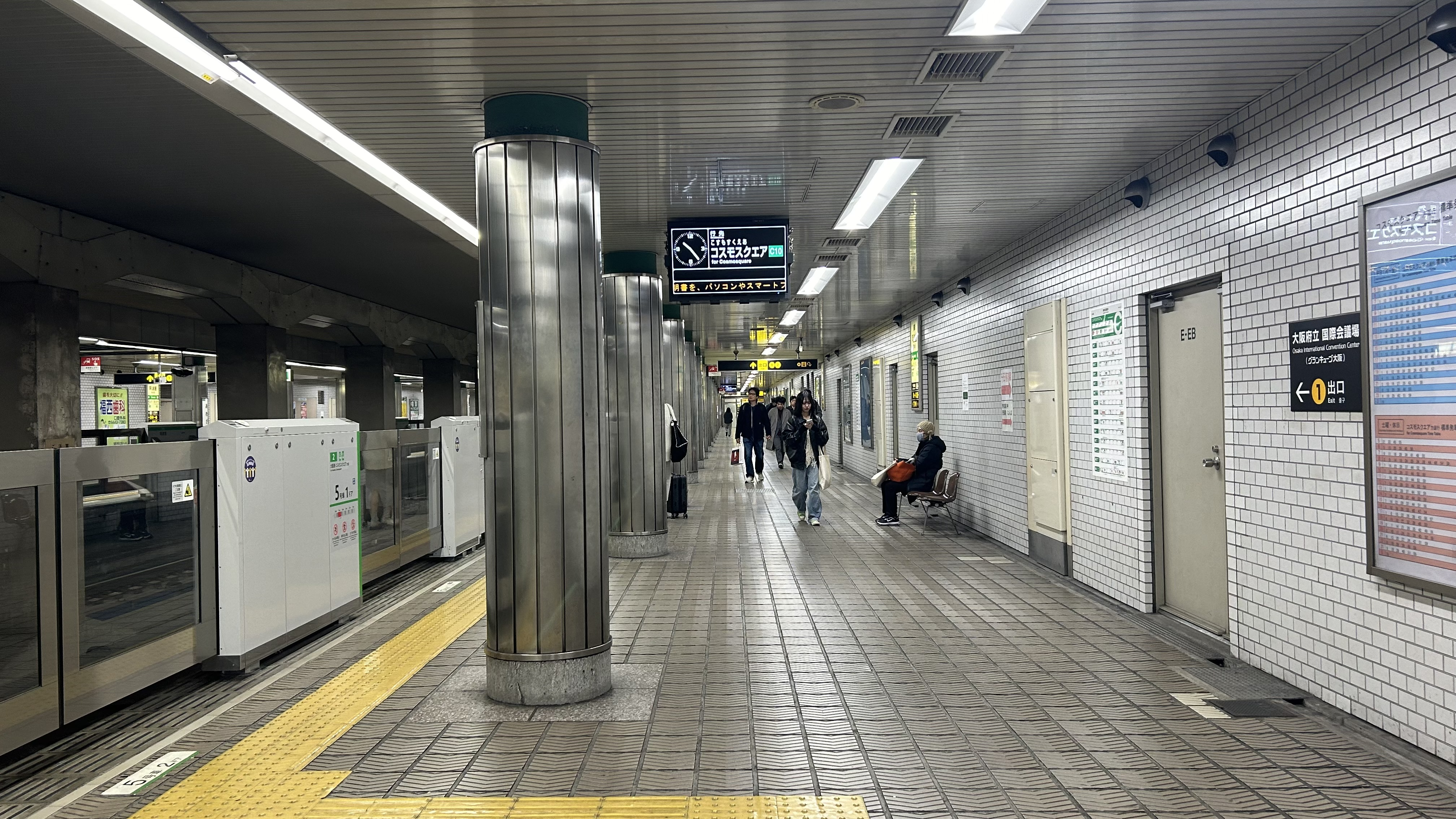
中央線プラットホーム
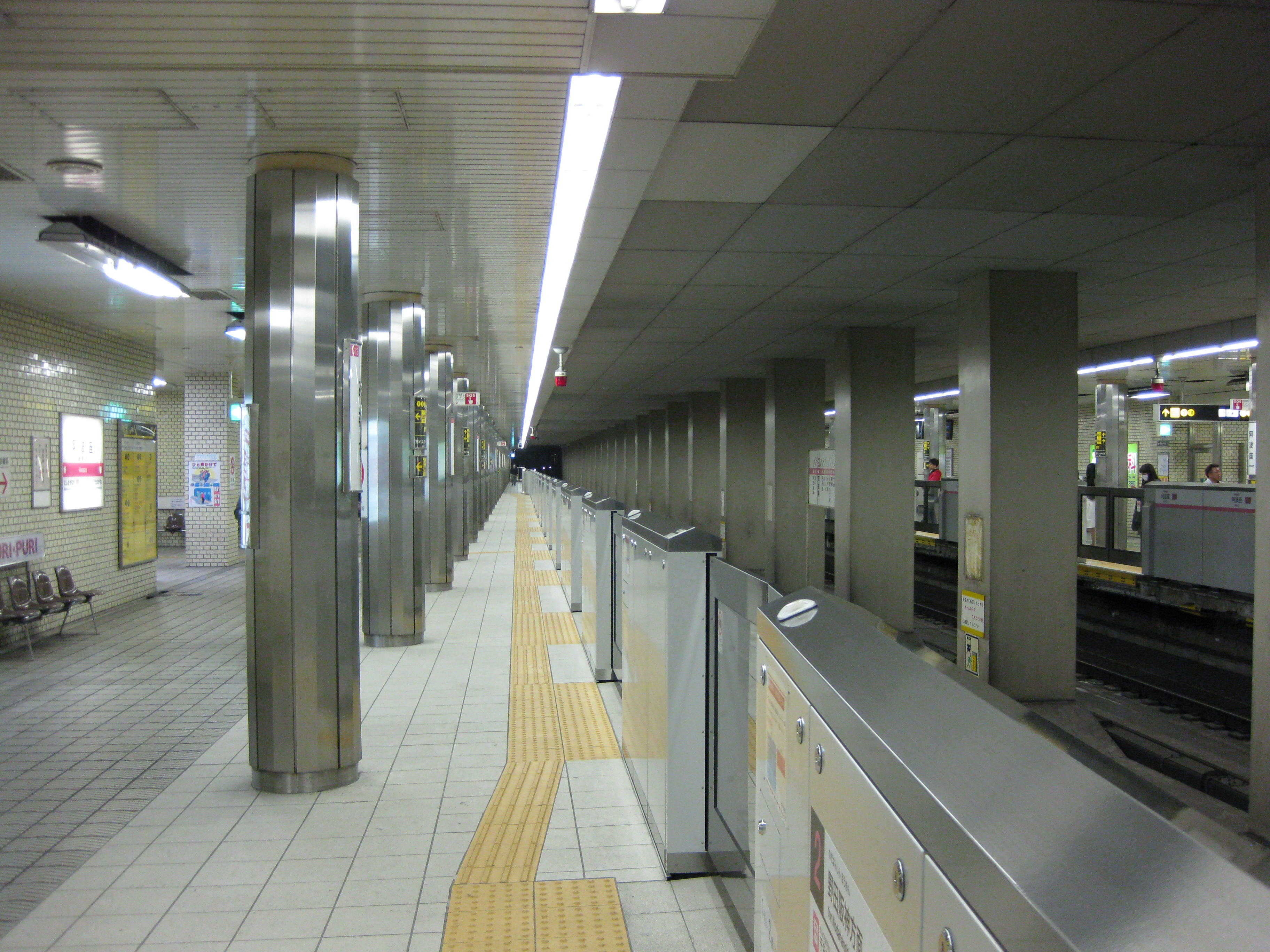
千日前線プラットホーム
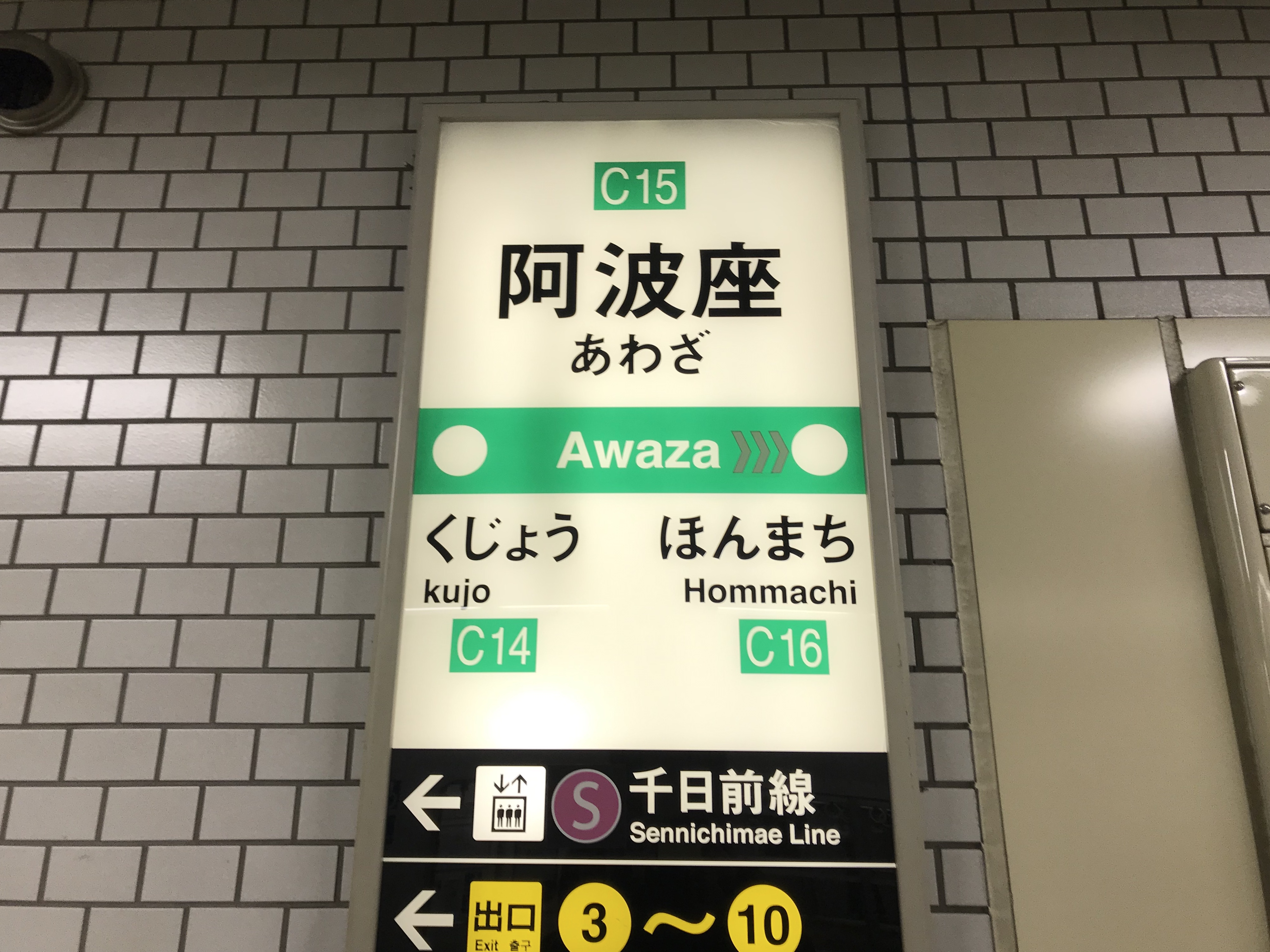
中央線　駅名標
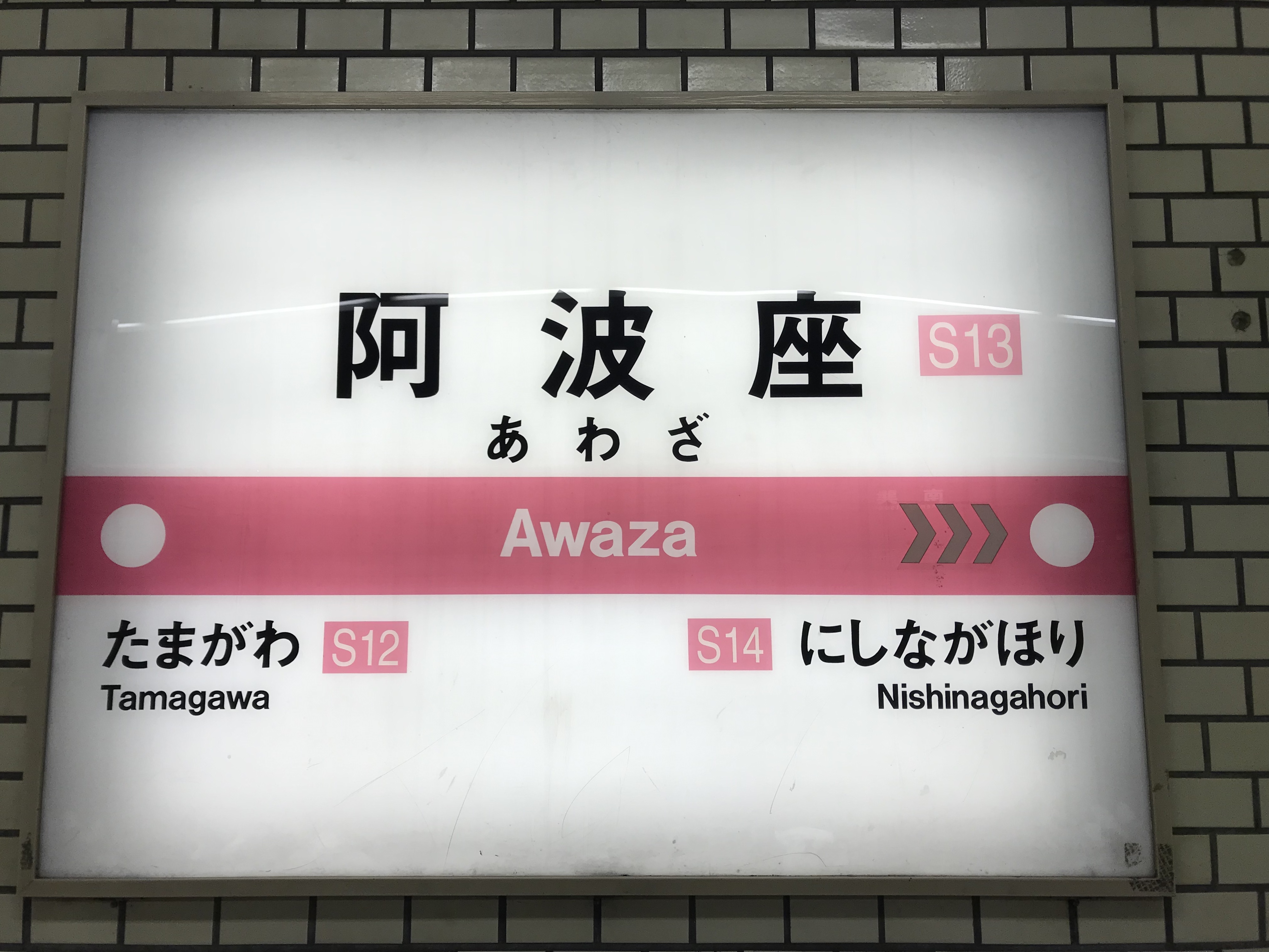
千日前線　駅名標

### 配線図
|                                             | ↑ 千日前線 野田阪神方面           |                                               |
| ← 中央線 弁天町・ コスモスクエア・夢洲 方面 | Osaka Metro 阿波座駅 構内配線略図 | → 中央線 森ノ宮・長田・ 学研奈良登美ヶ丘 方面 |
|                                             | ↓ 千日前線 なんば・鶴橋・南巽方面 |                                               |
| 凡例 出典:                                  |                                   |                                               |

### 出口
| 出口番号 | 出口周辺                                                   | 接続改札 | 最寄りの路線 | 備考             |
| -------- | ---------------------------------------------------------- | -------- | ------------ | ---------------- |
| 1        | 競技場                                                     | 東北改札 | 中央線       |                  |
| 2        | シティバスのりば                                           | 東南改札 | 中央線       |                  |
| 3        | 中国総領事館・大阪柔整会館                                 | 西北改札 | 中央線       | エレベーターあり |
| 4        | 市立児童院・大阪市人権啓発 相談センター 西スポーツセンター | 西南改札 | 中央線       | エレベーターあり |
| 5        |                                                            | 南改札   | 千日前線     | エレベーターあり |
| 6        |                                                            | 南改札   | 千日前線     |                  |
| 7        | 西郵便局・西税務署・西警察署 江之子島文化芸術創造センター  | 中改札   | 千日前線     |                  |
| 8        | 西郵便局・西税務署・西警察署 江之子島文化芸術創造センター  | 中改札   | 千日前線     |                  |
| 9        | 競技場・中国総領事館・大阪柔整会館 大阪国際会議場          | 北改札   | 千日前線     |                  |
| 10       | 津波・高潮ステーション                                     | 北改札   | 千日前線     |                  |

## 特徴
上述した通り、千日前線車両はこの駅の連絡線を通り、中央線経由で森之宮検車場への入出庫を行う。そのため、千日前線では、車庫送り出しを兼ねた当駅始発列車が設定されている（野田阪神までの3駅だけ客扱いする列車もある）。なお、逆に当駅止まりという列車は設定されておらず、車庫送り込み列車は野田阪神から回送される。
車両検査のため、緑木検車場に行き来する回送列車は中央線の谷町四丁目方面からは当駅中央線2番のりばで折り返し四ツ橋方面に、返却の際には四ツ橋方面から当駅中央線1番のりばに逆走到着後、谷町四丁目方面に折り返す（四つ橋線本町駅は通らない）。
中央線は当駅より夢洲方面は高架区間となり、台風などにより当駅以西で運転を休止する場合がある。この場合、当駅で長田・学研奈良登美ヶ丘方面に折り返す列車が設定され、2番のりばから当駅東側にある渡り線を通って折り返す。

## 利用状況
2024年11月12日の1日乗降人員は47,704人（乗車人員：24,065人、降車人員：23,639人）である。中央線が乗り入れる駅としては本町駅・堺筋本町駅・谷町四丁目駅に次いで、千日前線が乗り入れる駅としては難波駅・日本橋駅・谷町九丁目駅に次いでそれぞれ4番目に多い。
各年度の特定日利用状況は下表の通り。なお1969・1995年度の記録については、それぞれ1970・1996年に行われた調査である（会計年度上、表中に記載の年度となる）。
1968年度までのデータは中央線のみ。
| 年度               | 調査日   | 乗車人員 | 降車人員 | 乗降人員 | 出典          | 出典          |
| 年度               | 調査日   | 乗車人員 | 降車人員 | 乗降人員 | メトロ        | 大阪府        |
| ------------------ | -------- | -------- | -------- | -------- | ------------- | ------------- |
| 1966年（昭和41年） | 11月08日 | 3,184    | 3,589    | 6,773    |               | [ 大阪府 1 ]  |
| 1967年（昭和42年） | 11月14日 | 4,079    | 4,630    | 8,709    |               | [ 大阪府 2 ]  |
| 1968年（昭和43年） | 11月12日 | 4,276    | 5,137    | 9,413    |               | [ 大阪府 3 ]  |
| 1969年（昭和44年） | 01月27日 | 4,112    | 10,695   | 14,807   |               | [ 大阪府 4 ]  |
| 1970年（昭和45年） | 11月06日 | 13,018   | 14,456   | 27,474   |               | [ 大阪府 5 ]  |
| 1972年（昭和47年） | 11月14日 | 14,148   | 15,517   | 29,665   |               | [ 大阪府 6 ]  |
| 1975年（昭和50年） | 11月07日 | 17,004   | 18,716   | 35,720   |               | [ 大阪府 7 ]  |
| 1977年（昭和52年） | 11月18日 | 16,726   | 18,367   | 35,093   |               | [ 大阪府 8 ]  |
| 1981年（昭和56年） | 11月10日 | 19,713   | 20,996   | 40,709   |               | [ 大阪府 9 ]  |
| 1985年（昭和60年） | 11月12日 | 20,037   | 21,392   | 41,429   |               | [ 大阪府 10 ] |
| 1987年（昭和62年） | 11月10日 | 20,967   | 22,161   | 43,128   |               | [ 大阪府 11 ] |
| 1990年（平成02年） | 11月06日 | 22,331   | 22,808   | 45,139   |               | [ 大阪府 12 ] |
| 1995年（平成07年） | 02月15日 | 23,699   | 24,133   | 47,832   |               | [ 大阪府 13 ] |
| 1998年（平成10年） | 11月10日 | 22,341   | 23,269   | 45,610   |               | [ 大阪府 14 ] |
| 2007年（平成19年） | 11月13日 | 21,889   | 22,756   | 44,645   |               | [ 大阪府 15 ] |
| 2008年（平成20年） | 11月11日 | 21,484   | 22,140   | 43,624   |               | [ 大阪府 16 ] |
| 2009年（平成21年） | 11月10日 | 22,285   | 22,368   | 44,653   |               | [ 大阪府 17 ] |
| 2010年（平成22年） | 11月09日 | 20,957   | 21,630   | 42,587   |               | [ 大阪府 18 ] |
| 2011年（平成23年） | 11月08日 | 20,843   | 21,473   | 42,316   |               | [ 大阪府 19 ] |
| 2012年（平成24年） | 11月13日 | 21,470   | 21,807   | 43,277   |               | [ 大阪府 20 ] |
| 2013年（平成25年） | 11月19日 | 21,696   | 22,069   | 43,765   | [ メトロ 1 ]  | [ 大阪府 21 ] |
| 2014年（平成26年） | 11月11日 | 21,942   | 22,338   | 44,280   | [ メトロ 2 ]  | [ 大阪府 22 ] |
| 2015年（平成27年） | 11月17日 | 23,584   | 23,560   | 47,144   | [ メトロ 3 ]  | [ 大阪府 23 ] |
| 2016年（平成28年） | 11月08日 | 22,982   | 23,037   | 46,019   | [ メトロ 4 ]  | [ 大阪府 24 ] |
| 2017年（平成29年） | 11月14日 | 23,983   | 23,932   | 47,915   | [ メトロ 5 ]  | [ 大阪府 25 ] |
| 2018年（平成30年） | 11月13日 | 23,553   | 23,310   | 46,863   | [ メトロ 6 ]  | [ 大阪府 26 ] |
| 2019年（令和元年） | 11月12日 | 24,620   | 24,433   | 49,053   | [ メトロ 7 ]  | [ 大阪府 27 ] |
| 2020年（令和02年） | 11月10日 | 21,196   | 20,969   | 42,165   | [ メトロ 8 ]  | [ 大阪府 28 ] |
| 2021年（令和03年） | 11月16日 | 20,583   | 20,537   | 41,120   | [ メトロ 9 ]  | [ 大阪府 29 ] |
| 2022年（令和04年） | 11月15日 | 21,127   | 21,049   | 42,176   | [ メトロ 10 ] | [ 大阪府 30 ] |
| 2023年（令和05年） | 11月07日 | 22,544   | 22,634   | 45,178   | [ メトロ 11 ] | [ 大阪府 31 ] |
| 2024年（令和06年） | 11月12日 | 24,065   | 23,639   | 47,704   | [ メトロ 12 ] |               |

### 1998年度までの路線別データ
最新の路線別データである1998年調査によると、中央線側のほうがやや乗降人員が多いが千日前線側との差はそれほど大きくない。千日前線開業後、基本的には年々差が縮まっている。
また千日前線のみの乗降人員は線内の地下鉄他路線との連絡駅の中では難波駅に次いで多い。
| 年度               | 調査日   | 中央線   | 中央線   | 中央線   | 千日前線 | 千日前線 | 千日前線 | 出典          |
| 年度               | 調査日   | 乗車人員 | 降車人員 | 乗降人員 | 乗車人員 | 降車人員 | 乗降人員 | 出典          |
| ------------------ | -------- | -------- | -------- | -------- | -------- | -------- | -------- | ------------- |
| 1970年（昭和45年） | 11月06日 | 8,476    | 9,378    | 17,854   | 4,542    | 5,078    | 9,620    | [ 大阪府 5 ]  |
| 1972年（昭和47年） | 11月14日 | 9,375    | 10,000   | 19,375   | 4,773    | 5,517    | 10,290   | [ 大阪府 6 ]  |
| 1975年（昭和50年） | 11月07日 | 9,951    | 11,411   | 21,362   | 7,053    | 7,305    | 14,358   | [ 大阪府 7 ]  |
| 1977年（昭和52年） | 11月18日 | 9,803    | 11,190   | 20,993   | 6,923    | 7,177    | 14,100   | [ 大阪府 8 ]  |
| 1981年（昭和56年） | 11月10日 | 11,409   | 11,905   | 23,314   | 8,304    | 9,091    | 17,395   | [ 大阪府 9 ]  |
| 1985年（昭和60年） | 11月12日 | 10,763   | 11,450   | 22,213   | 9,274    | 9,942    | 19,216   | [ 大阪府 10 ] |
| 1987年（昭和62年） | 11月10日 | 11,592   | 12,243   | 23,835   | 9,375    | 9,918    | 19,293   | [ 大阪府 11 ] |
| 1990年（平成02年） | 11月06日 | 12,407   | 12,481   | 24,888   | 9,924    | 10,327   | 20,251   | [ 大阪府 12 ] |
| 1995年（平成07年） | 02月15日 | 13,315   | 13,631   | 26,946   | 10,384   | 10,502   | 20,886   | [ 大阪府 13 ] |
| 1998年（平成10年） | 11月10日 | 11,495   | 11,884   | 23,379   | 10,846   | 11,385   | 22,231   | [ 大阪府 14 ] |

## 駅周辺
当駅付近は歴史的に南国の物産を取り扱う薩摩問屋が集積していた薩摩堀と呼ばれる地区である。しかし、1951年に薩摩堀川が埋め立てられ、1960年に実施された町名変更で薩摩堀〇〇町といった旧町名が姿を消した。また、戦災復興都市計画によって薩摩堀地区の多くが中央大通と新なにわ筋の道路用地となり、1961年には廣教寺が豊中市へ移転した。当駅中央線ホームは廣教寺跡の地下に位置している。駅名には東へ離れた地区名の阿波座が採用され、1964年に開業した。
- 靱公園
  - 靱テニスセンター
- 薩摩堀公園
- 島津公園
- 大阪府津波・高潮ステーション
- 大阪国税局西税務署
- 大阪市立西スポーツセンター
- 旧川口居留地
- 中国総領事館
- 大阪西郵便局
- 西大阪治水事務所（津波・高潮ステーション）
- 関西芸術座
- パロマ関西支社（パロマアワザビル）
  - パロマ関西支店
  - パロマ阪神営業所
- ホテルルートイン大阪本町
- 湯元「花乃井」スーパーホテル大阪天然温泉
- ライフ阿波座駅前店
- 三井住友銀行立売堀支店・大阪西支店・港支店・コスモタワー出張所（旧住友銀行）
  - 2018年3月5日より、大阪西支店が移転し共同店舗となる。
  - 2021年2月8日より、港支店・コスモタワー出張所が移転し共同店舗となる。
- 大阪府柔道整復師会専門学校
- 日本生命病院
- 国道172号
- 阪神高速16号大阪港線
- 聖教寺

駅北西には、大阪では数少ないバイク専用駐輪場が設置されている。

## バス路線
最寄停留所は、岡崎橋および立売堀三丁目である。どちらとも以下の路線が乗り入れ、大阪シティバスにより運行されている。
- 55号系統：大阪駅前/鶴町四丁目

## 隣の駅
大阪市高速電気軌道 (Osaka Metro)
 中央線
九条駅 (C14) - 阿波座駅 (C15) - 本町駅 (C16)
 千日前線
玉川駅 (S12) - 阿波座駅 (S13) - 西長堀駅 (S14)
- 括弧内は駅番号を示す。

### 記事本文

### 利用状況
1. ↑  路線別駅別乗降人員 - 大阪市高速電気軌道
2. 1 2  大阪府統計年鑑 - 大阪府
3. ↑  大阪市統計書 - 大阪市

#### 大阪市高速電気軌道
1. ↑  路線別乗降人員 （2013年11月19日（火）交通調査） (PDF)
2. ↑  路線別乗降人員 （2014年11月11日（火）交通調査） (PDF)
3. ↑  路線別乗降人員 （2015年11月17日（火）交通調査） (PDF)
4. ↑  路線別乗降人員 （2016年11月8日（火）交通調査） (PDF)
5. ↑  路線別乗降人員 （2017年11月14日（火）交通調査） (PDF)
6. ↑  路線別乗降人員 （2018年11月13日（火）交通調査） (PDF)
7. ↑  路線別乗降人員 （2019年11月12日（火）交通調査） (PDF)
8. ↑  路線別乗降人員 （2020年11月10日（火）交通調査） (PDF)
9. ↑  路線別乗降人員 （2021年11月16日（火）交通調査） (PDF)
10. ↑  路線別乗降人員 （2022年11月15日（火）交通調査） (PDF)
11. ↑  路線別乗降人員 （2023年11月7日（火）交通調査） (PDF)
12. ↑  路線別乗降人員 （2024年11月12日（火）交通調査） (PDF)

#### 大阪府統計年鑑
1. ↑  大阪府統計年鑑（昭和42年） (PDF)
2. ↑  大阪府統計年鑑（昭和43年） (PDF)
3. ↑  大阪府統計年鑑（昭和44年） (PDF)
4. ↑  大阪府統計年鑑（昭和45年） (PDF)
5. 1 2  大阪府統計年鑑（昭和46年） (PDF)
6. 1 2  大阪府統計年鑑（昭和48年） (PDF)
7. 1 2  大阪府統計年鑑（昭和51年） (PDF)
8. 1 2  大阪府統計年鑑（昭和53年） (PDF)
9. 1 2  大阪府統計年鑑（昭和57年） (PDF)
10. 1 2  大阪府統計年鑑（昭和61年） (PDF)
11. 1 2  大阪府統計年鑑（昭和63年） (PDF)
12. 1 2  大阪府統計年鑑（平成3年） (PDF)
13. 1 2  大阪府統計年鑑（平成8年） (PDF)
14. 1 2  大阪府統計年鑑（平成11年） (PDF)
15. ↑  大阪府統計年鑑（平成20年） (PDF)
16. ↑  大阪府統計年鑑（平成21年） (PDF)
17. ↑  大阪府統計年鑑（平成22年） (PDF)
18. ↑  大阪府統計年鑑（平成23年） (PDF)
19. ↑  大阪府統計年鑑（平成24年） (PDF)
20. ↑  大阪府統計年鑑（平成25年） (PDF)
21. ↑  大阪府統計年鑑（平成26年） (PDF)
22. ↑  大阪府統計年鑑（平成27年） (PDF)
23. ↑  大阪府統計年鑑（平成28年） (PDF)
24. ↑  大阪府統計年鑑（平成29年） (PDF)
25. ↑  大阪府統計年鑑（平成30年） (PDF)
26. ↑  大阪府統計年鑑（令和元年） (PDF)
27. ↑  大阪府統計年鑑（令和2年） (PDF)
28. ↑  大阪府統計年鑑（令和3年） (PDF)
29. ↑  大阪府統計年鑑（令和4年） (PDF)
30. ↑  大阪府統計年鑑（令和5年） (PDF)
31. ↑  大阪府統計年鑑（令和6年） (PDF)